# キャンディの夢
「キャンディの夢」（キャンディのゆめ）とは、1979年12月にNHKの『みんなのうた』で放送された楽曲である。作詞・作曲・歌：尾崎亜美、編曲：小六禮次郎。

## 概要
少年が重たい病気を患った少女「キャンディ」を懸命に励ます内容で、『みんなのうた』の中でも非常に悲しい題材を扱った楽曲。
作詞・作曲を担当した尾崎がこの曲を着想したのは高校生のときだったという。自身も体が弱い尾崎は、この曲を取り上げるのは一種の自己憐憫であると考え、それまでアルバムにも収録していなかった。コンサートなどで歌う場合も歌詞と曲を明るくアレンジしたバージョンで歌っていた。しかし「待っていてね」を書いたことで封印が解け、アルバム『三重マル』に収録されることになった。音源は新録され、スローテンポにアレンジされている。
『みんなのうた』の放送で使用されたアニメ映像は、大井文雄が製作を担当した。